# Cymbalophora connexa
Cymbalophora connexa là một loài bướm đêm thuộc phân họ Arctiinae, họ Erebidae.